# 桜ノ宮駅
桜ノ宮駅（さくらのみやえき）は、大阪府大阪市都島区中野町五丁目にある、西日本旅客鉄道（JR西日本）大阪環状線の駅である。駅番号はJR-O09。駅シンボルフラワーは「桜」である。

## 歴史
大阪鉄道 (初代)の玉造駅 - 梅田駅（現在の大阪駅）間開業の2年半後に設置された。1913年までは、放出駅 - 網島駅（廃駅） - 桜ノ宮間（分岐点付近には、同線の廃線後鴫野駅開設）間に桜ノ宮線というものも存在し、片町線ともつながっていた（当時は放出駅以東も桜ノ宮線に含まれ、「片町線」は放出駅 - 片町駅間のみを指し枝線扱いとなっていた）。

### 年表
- 1898年（明治31年）4月27日：大阪鉄道 (初代)の京橋駅 - 天満駅間に新設開業[2]。
- 1900年（明治33年）6月6日：大阪鉄道の路線を関西鉄道が承継。同社の駅となる。
- 1901年（明治34年）12月21日：関西鉄道の網島駅 - 当駅間（のちの桜ノ宮線）延伸開業[3]。四条畷方面への乗換駅となる。
- 1907年（明治40年）10月1日：関西鉄道が国有化[3]。国有鉄道の駅となる。
- 1909年（明治42年）10月12日：線路名称制定。旧大阪鉄道の区間は城東線、四条畷方面は桜ノ宮線となる。
- 1913年（大正2年）11月15日：桜ノ宮線の放出駅 - 桜ノ宮駅間が廃止[3]（桜ノ宮線残存区間は片町線に編入）。
- 1929年（昭和4年）3月15日：貨物の取り扱いを廃止[2]。
- 1961年（昭和36年）4月25日：城東線が大阪環状線に編入され、当駅も同線所属となる。
- 1964年（昭和39年）7月1日：荷物扱い廃止[4]。
- 1987年（昭和62年）4月1日：国鉄分割民営化により西日本旅客鉄道（JR西日本）の駅となる[4]。
- 1997年（平成9年）10月11日：自動改札機を設置し、供用開始[5]。
- 2003年（平成15年）11月1日：ICカード「ICOCA」の利用が可能となる[6]。
- 2008年（平成20年）3月15日：関空快速・紀州路快速の全列車が停車するようになる。
- 2009年（平成21年）10月4日：大阪環状・大和路線運行管理システム導入。
- 2015年（平成27年）3月22日：発車メロディを導入。曲は大塚愛の「さくらんぼ」。
- 2016年（平成28年）
  - 5月31日：みどりの窓口の営業を終了する。
  - 6月1日：みどりの券売機プラス営業開始。
- 2018年（平成30年）3月17日：駅ナンバリングが導入される。

## 駅構造

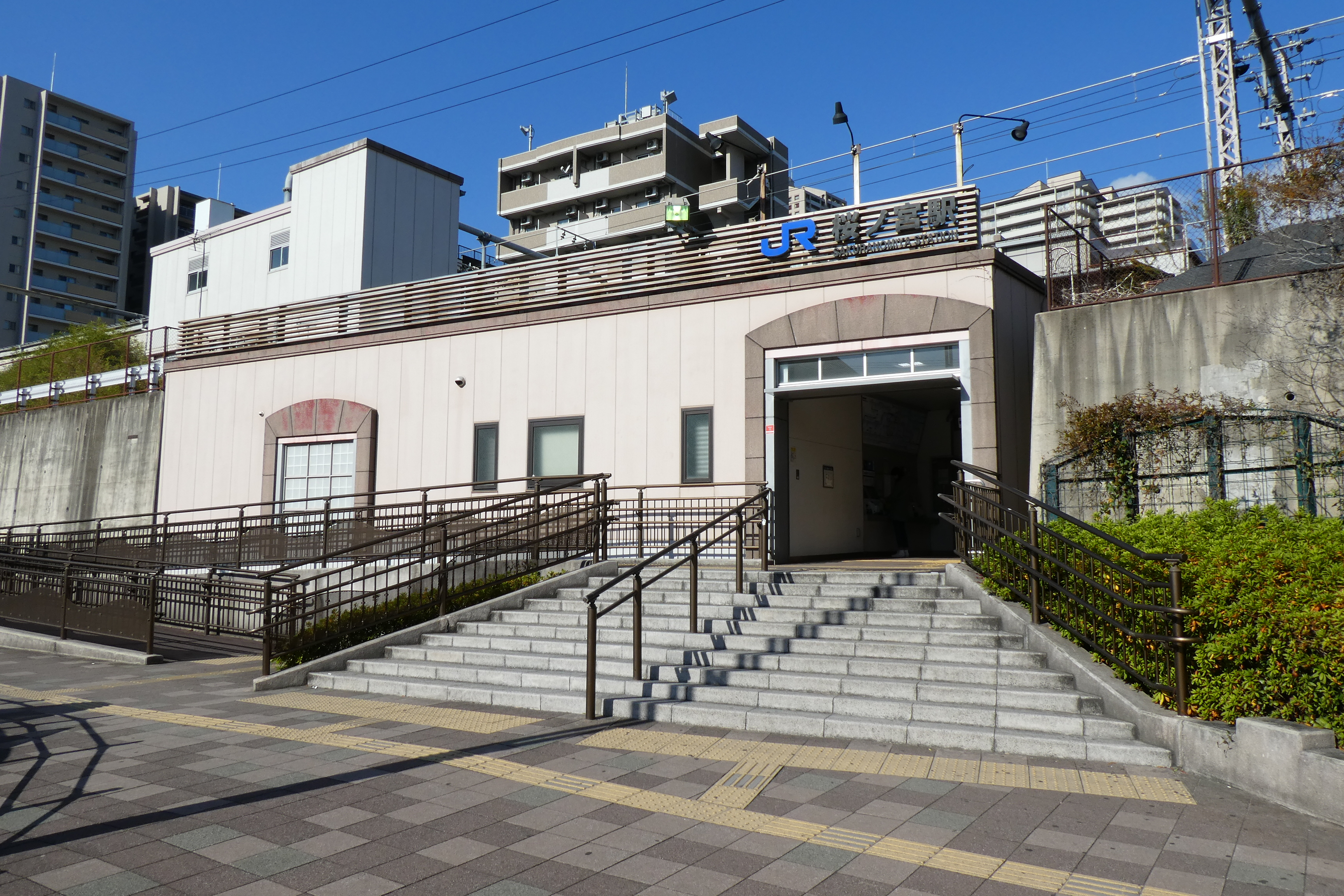
南口（2020年1月）

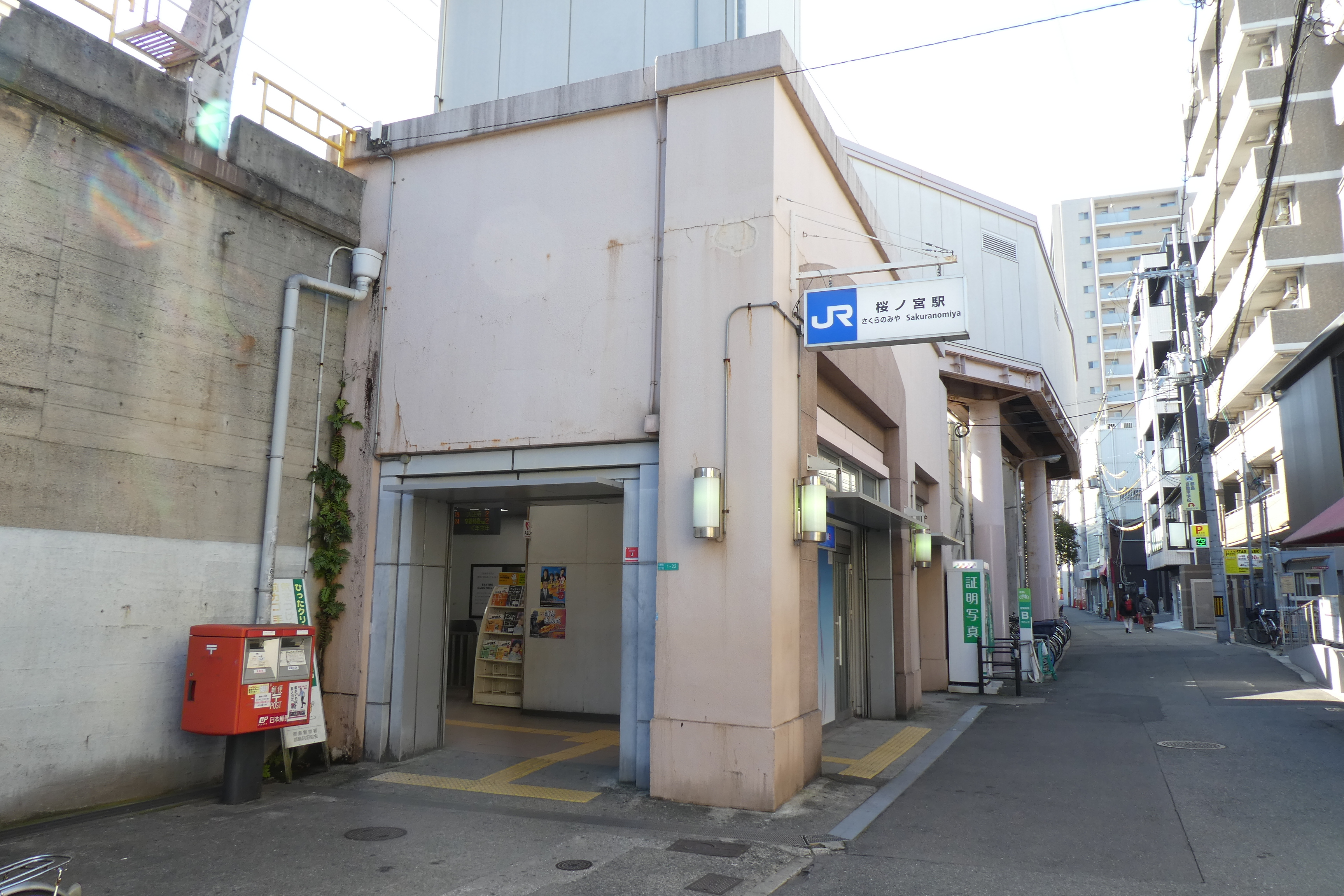
東口（2020年1月）

相対式ホーム2面2線を有する高架駅で、分岐器や絶対信号機がない停留所に分類される。有効長は9両編成分あるが、大和路快速の6両編成は、京橋駅より端から6両分のみ停車する。
西口（西改札）と東口（東改札）があり、エレベーターは東口、みどりの券売機プラスは西口にある。ホームは大川側から見てやや左にカーブしている。長らくのりば番号が存在しなかったが、2006年9月中にのりば番号が付与された。
駅のすぐ西側（天満駅側）に大川（旧淀川）にかかる淀川橋梁があり、ホームの西端は橋りょう内にある。西口改札口は大川の堤防にかかる築堤上にあるため、線路面とほぼ同じ高さで線路南側（内回りホーム側）の地平にある。通常は、西口から階段で地下道に降りて、内回り・外回りのホームへ階段で上るが、造幣局の通り抜け・天神祭の混雑時には、西口横と内回りホームを直接結ぶ臨時通路が使用される。東口は、改札が高架下にあり高架の両側（南と北）を結ぶ自由通路に出る通常の高架駅である。
かつては、東口は北側にしか出口がなく、南側からはガードをくぐって迂回しなければならなかった。また、自由通路設置前は、東口にみどりの窓口があった。駅長室が東口に存在し、またかつては東口の方が利用客が多かったためである。1996年の大阪アメニティパーク (OAP) 開業後は、西口利用客が圧倒的に増加したため、こちらの方がメインとなり、みどりの窓口も西口に移転した。環状線に沿っていた国鉄清算事業団用地の築堤（非電化時代の廃線敷で、国鉄末期は社宅として使われていた）を、2001年に再開発のため取り壊した際に、東口の自由通路が設置された。自由通路ができる以前は西口から東口までの移動は不便であったために、かつては西口利用のみどりの窓口利用者には無料のホーム通行券を渡して、ホームを通って東口へ誘導していた。
京橋駅が当駅を管理する直営駅。アーバンネットワークエリアに入っており、ICOCAが利用できる（相互利用可能ICカードはICOCAの項を参照）。また、JRの特定都区市内制度における「大阪市内」に属する駅である。

### のりば
| のりば | 路線       | 方向   | 行先                                      |
| ------ | ---------- | ------ | ----------------------------------------- |
| 1      | 大阪環状線 | 内回り | ユニバーサルシティ方面 / 大阪・西九条方面 |
| 2      | 大阪環状線 | 外回り | 京橋・鶴橋・天王寺方面                    |

### 発車メロディ
「大阪環状線改造プロジェクト」の一環として、2015年3月22日から大阪を代表するシンガーソングライターである大塚愛の代表曲「さくらんぼ」が発車メロディとして使用されている。大川の桜や駅名の「桜」にちなんでいる。

## 利用状況
2023年（令和5年）度の1日平均乗車人員は15,051人である。
1990年代中盤までは増加傾向にあり、特に1996年度には前年度より29%増の大幅増加をみせたが、以降は2010年頃まで減少傾向が続いた。
近年の1日平均乗車人員の推移は以下の通りである。
| 年度               | 1日平均 乗車人員 | 増減率 | 定期利用状況 | 定期利用状況 | 出典          |
| 年度               | 1日平均 乗車人員 | 増減率 | 1日平均      | 定期率       | 出典          |
| ------------------ | ---------------- | ------ | ------------ | ------------ | ------------- |
| 1988年（昭和63年） | 13,544           |        | 8,357        | 61.7%        | [ 大阪府 1 ]  |
| 1989年（平成元年） | 13,761           | 1.6%   | 8,525        | 62.0%        | [ 大阪府 1 ]  |
| 1990年（平成02年） | 13,924           | 1.2%   | 8,528        | 61.2%        | [ 大阪府 2 ]  |
| 1991年（平成03年） | 14,090           | 1.2%   | 8,704        | 61.8%        | [ 大阪府 3 ]  |
| 1992年（平成04年） | 14,578           | 3.5%   | 8,982        | 61.6%        | [ 大阪府 4 ]  |
| 1993年（平成05年） | 15,292           | 4.9%   | 9,297        | 60.8%        | [ 大阪府 5 ]  |
| 1994年（平成06年） | 16,280           | 6.5%   | 9,895        | 60.8%        | [ 大阪府 6 ]  |
| 1995年（平成07年） | 17,329           | 6.4%   | 10,381       | 60.0%        | [ 大阪府 7 ]  |
| 1996年（平成08年） | 22,358           | 29.0%  | 13,828       | 61.8%        | [ 大阪府 8 ]  |
| 1997年（平成09年） | 20,474           | -8.4%  | 12,693       | 62.0%        | [ 大阪府 9 ]  |
| 1998年（平成10年） | 19,669           | -3.9%  | 12,046       | 61.2%        | [ 大阪府 10 ] |
| 1999年（平成11年） | 19,387           | -1.4%  | 11,666       | 60.2%        | [ 大阪府 11 ] |
| 2000年（平成12年） | 19,101           | -1.5%  | 11,482       | 60.1%        | [ 大阪府 12 ] |
| 2001年（平成13年） | 18,815           | -1.5%  | 11,206       | 59.6%        | [ 大阪府 13 ] |
| 2002年（平成14年） | 18,464           | -1.9%  | 11,136       | 60.3%        | [ 大阪府 14 ] |
| 2003年（平成15年） | 18,573           | 0.6%   | 11,184       | 60.2%        | [ 大阪府 15 ] |
| 2004年（平成16年） | 18,424           | -0.8%  | 11,230       | 61.0%        | [ 大阪府 16 ] |
| 2005年（平成17年） | 18,145           | -1.5%  | 11,115       | 61.3%        | [ 大阪府 17 ] |
| 2006年（平成18年） | 17,894           | -1.4%  | 11,045       | 61.7%        | [ 大阪府 18 ] |
| 2007年（平成19年） | 17,893           | -0.0%  | 11,101       | 62.0%        | [ 大阪府 19 ] |
| 2008年（平成20年） | 17,185           | -4.0%  | 10,925       | 63.6%        | [ 大阪府 20 ] |
| 2009年（平成21年） | 16,898           | -1.7%  | 10,771       | 63.7%        | [ 大阪府 21 ] |
| 2010年（平成22年） | 16,378           | -3.1%  | 10,510       | 64.2%        | [ 大阪府 22 ] |
| 2011年（平成23年） | 16,231           | -0.9%  | 10,369       | 63.9%        | [ 大阪府 23 ] |
| 2012年（平成24年） | 16,636           | 2.5%   | 10,528       | 63.3%        | [ 大阪府 24 ] |
| 2013年（平成25年） | 16,782           | 0.9%   | 10,683       | 63.7%        | [ 大阪府 25 ] |
| 2014年（平成26年） | 16,767           | -0.1%  | 10,762       | 64.2%        | [ 大阪府 26 ] |
| 2015年（平成27年） | 17,116           | 2.1%   | 10,999       | 64.3%        | [ 大阪府 27 ] |
| 2016年（平成28年） | 17,165           | 0.3%   | 10,935       | 63.7%        | [ 大阪府 28 ] |
| 2017年（平成29年） | 17,593           | 2.5%   | 11,099       | 63.1%        | [ 大阪府 29 ] |
| 2018年（平成30年） | 17,501           | -0.5%  | 11,236       | 64.2%        | [ 大阪府 30 ] |
| 2019年（令和元年） | 17,550           | 0.3%   | 11,238       | 64.0%        | [ 大阪府 31 ] |
| 2020年（令和02年） | 13,860           | -21.0% | 9,669        | 69.8%        | [ 大阪府 32 ] |
| 2021年（令和03年） | 13,716           | -1.0%  | 9,340        | 68.1%        | [ 大阪府 33 ] |
| 2022年（令和04年） | 14,635           | 6.7%   | 9,453        | 64.6%        | [ 大阪府 34 ] |
| 2023年（令和05年） | 15,051           | 2.8%   | 9,478        | 63.0%        | [ 大阪府 35 ] |

## 駅周辺
駅周辺には古くからの住宅も建ち並ぶが、大川を越えると帝国ホテル大阪や大阪アメニティパークがそびえるビジネス街となる。また、大川沿いの桜並木や造幣局の桜の通り抜けがあり、春先は花見客で賑わう。7月の天神祭の際には交通規制がされるほどの混雑となり、夜の帰宅時間の頃には駅前に電車待ちの行列ができるほどである。
東口（南側）には、小さなロータリーがある。また、西口と東口（北側と南側）に駐輪場（有料）がある。なお、当駅前にはタクシー乗り場はない。
- 地下鉄谷町線都島駅
- 桜之宮公園
- 駅の南側（桜宮神社周辺）にラブホテルが多い。大阪環状線の中でも有名なデートスポットになっている
- 桜ガーデンホテル (Sakura Garden Hotel)
- 大阪リバーサイドホテル
- 大阪市立総合医療センター
- 源八橋 - 大川
- 大阪アメニティパーク（通称・OAP）
- 帝国ホテル大阪
- 造幣局
- アパホテル大阪天満
- 日蓮正宗・浄妙寺
- 都島区役所
- 大阪府都島警察署
- 大阪市立都島図書館
- 大阪市立中野小学校
- 大阪市立都島中学校
- 大阪府立桜和高等学校（旧大阪市立扇町総合高等学校校舎）
- 大阪アニメーションスクール専門学校
- ドン・キホーテ桜ノ宮店
- UR都市機構アーベイン桜ノ宮駅前1・2号棟
- 櫻宮（さくらのみや） - 当駅の駅名の元となった神社。桜宮神社と通称されるが、正式な社名は「櫻宮」である。
- 都島神社

### バス路線
中野町四丁目停留所（大阪シティバス）
- 78号系統：守口車庫前行/大阪駅前（北口）行

## 当駅付近の廃線遺構
明治時代には網島駅に通じる路線が分岐しており、また駅北側に広大な淀川駅（貨物駅）・淀川電車区が存在していたために、当駅周辺は廃線遺構が数多い。しかし、近年再開発が進み、遺構は急速に消滅しつつある。
城東線が昭和初期に高架・電化された際、旧線の外側に隣接して線路を敷設した。そのため、環状線東部の内側には廃線跡の土地が平行していた。当駅は大川（旧淀川）を越えるために、築堤上に設置されていたため、廃線跡は20世紀末まで残存していた。
淀川駅・淀川電車区の跡は再開発で桜ノ宮リバーシティーや大阪市立総合医療センターに生まれ変わり、面影はほとんどない。淀川駅に隣接していた日本通運の倉庫はホームの構造になっており、貨物駅跡が道路になった今も貨物ホーム跡であった面影をとどめている。淀川電車区から京橋駅に通じる出入庫線の跡は、道路の跨線橋や築堤が取り壊されて、跡に建物も建ち並ぶようになり、かつての面影は急速に消滅しつつある。
また、京阪電気鉄道は、かつて自社の保有する京阪本線と新京阪線（今の阪急京都本線）の梅田乗り入れを果たすべく、京阪梅田線なる鉄道路線を計画していたが、同計画においてはここ桜ノ宮駅の東側で城東線の下をくぐる予定になっており、その名残として京阪が設置費用を負担したガードが残存し、「京阪電鉄乗越橋」の名がついている。
さらに、国鉄が地上を走っていた時代の名残である駅南側の築堤には、梅田線のホームが建設される予定であったが、国鉄の社宅地に転用された。また、この築堤をくぐるカードは、明治以来の煉瓦積みの坑門が残っていた（北側抗門は現在線のコンクリ擁壁であった）。この築堤は、取り壊されて現在はマンションに転用され、煉瓦トンネル部分の築堤は撤去されて明かり区間となっている。ちなみに現在の西口がホームから離れているのは、これが理由である（京阪梅田線#遺構）。
現在も残る明治時代の遺構は、大川橋梁の橋台（桜ノ宮駅西口からリバーシティーへ向かう歩道から見える）と、駅東側のガード部分（都島中野幼稚園東側のガード）に残る橋台だけである。特に、幼稚園付近の橋台は4線分残っており、明治時代に当駅から網島駅へ向かう路線が分岐していたことを示す唯一の遺構であり、大変貴重な存在である。

## 隣の駅
西日本旅客鉄道（JR西日本）
 大阪環状線
■大和路快速・■区間快速・■関空快速・■紀州路快速・■快速・■直通快速・■普通
京橋駅 (JR-O08) - 桜ノ宮駅 (JR-O09) - 天満駅 (JR-O10)

### かつて存在した路線
鉄道院（国有鉄道）
桜ノ宮線（1913年11月15日廃止区間）
網島駅 - 桜ノ宮駅

### 記事本文

### 利用状況
1. ↑  大阪府統計年鑑 - 大阪府
2. ↑  大阪市統計書 - 大阪市

#### 大阪府統計年鑑
1. 1 2  大阪府統計年鑑（平成2年） (PDF)
2. ↑  大阪府統計年鑑（平成3年） (PDF)
3. ↑  大阪府統計年鑑（平成4年） (PDF)
4. ↑  大阪府統計年鑑（平成5年） (PDF)
5. ↑  大阪府統計年鑑（平成6年） (PDF)
6. ↑  大阪府統計年鑑（平成7年） (PDF)
7. ↑  大阪府統計年鑑（平成8年） (PDF)
8. ↑  大阪府統計年鑑（平成9年） (PDF)
9. ↑  大阪府統計年鑑（平成10年） (PDF)
10. ↑  大阪府統計年鑑（平成11年） (PDF)
11. ↑  大阪府統計年鑑（平成12年） (PDF)
12. ↑  大阪府統計年鑑（平成13年） (PDF)
13. ↑  大阪府統計年鑑（平成14年） (PDF)
14. ↑  大阪府統計年鑑（平成15年） (PDF)
15. ↑  大阪府統計年鑑（平成16年） (PDF)
16. ↑  大阪府統計年鑑（平成17年） (PDF)
17. ↑  大阪府統計年鑑（平成18年） (PDF)
18. ↑  大阪府統計年鑑（平成19年） (PDF)
19. ↑  大阪府統計年鑑（平成20年） (PDF)
20. ↑  大阪府統計年鑑（平成21年） (PDF)
21. ↑  大阪府統計年鑑（平成22年） (PDF)
22. ↑  大阪府統計年鑑（平成23年） (PDF)
23. ↑  大阪府統計年鑑（平成24年） (PDF)
24. ↑  大阪府統計年鑑（平成25年） (PDF)
25. ↑  大阪府統計年鑑（平成26年） (PDF)
26. ↑  大阪府統計年鑑（平成27年） (PDF)
27. ↑  大阪府統計年鑑（平成28年） (PDF)
28. ↑  大阪府統計年鑑（平成29年） (PDF)
29. ↑  大阪府統計年鑑（平成30年） (PDF)
30. ↑  大阪府統計年鑑（令和元年） (PDF)
31. ↑  大阪府統計年鑑（令和2年） (PDF)
32. ↑  大阪府統計年鑑（令和3年） (PDF)
33. ↑  大阪府統計年鑑（令和4年） (PDF)
34. ↑  大阪府統計年鑑（令和5年） (PDF)
35. ↑  大阪府統計年鑑（令和6年） (PDF)